# Broken by Desire to Be Heavenly Sent
Broken by Desire to Be Heavenly Sent es el segundo álbum de estudio del cantante y compositor escocés Lewis Capaldi, lanzado el 19 de mayo de 2023 a través de Vertigo Records y Capitol Records. Fue precedido por tres sencillos —los números uno en el Reino Unido «Forget Me», «Pointless» y «Wish You the Best»—, así como por el sencillo promocional «How I'm Feeling Now», y fue promocionado con una gira mundial en 2023 y un documental de Netflix titulado Lewis Capaldi: How I'm Feeling Now.
El álbum recibió críticas generalmente positivas y debutó en lo más alto de las listas en el Reino Unido, donde se convirtió en el álbum más vendido de 2023, así como en Australia, los Países Bajos, Irlanda y Nueva Zelanda.

## Antecedentes y lanzamiento
Capaldi afirmó que su inspiración para escribir el álbum fue «salir y observar el mundo y lo que está mal, y luego escribir canciones relacionadas con eso». En un comunicado de prensa en el momento del lanzamiento del sencillo principal «Forget Me», Capaldi explicó que no quería crear un «nuevo sonido» ni «reinventarse», y que «Las canciones que quiero escribir son canciones emocionales, sobre el amor o la pérdida».
El álbum se grabó con un equipo simple, «solo una pequeña interfaz, un portátil, altavoces y un micrófono vocal Shure SM7B», y contó con los compositores y productores que trabajaron en el primer álbum de Capaldi: TMS, Phil Plested, Nick Atkinson y Edd Holloway, con Capaldi afirmando que «al menos uno de ellos está en casi todas las canciones». Capaldi comentó que «sentía que sonaba mejor porque simplemente estaba relajado en su propia casa».
El álbum se lanzó el 19 de mayo de 2023, y una edición extendida fue lanzada sorpresivamente el 1 de enero del año siguiente.

## Promoción
El álbum fue anunciado el 18 de octubre de 2022, tras el lanzamiento en septiembre del sencillo principal «Forget Me», que debutó en el número uno de la lista de sencillos del Reino Unido. Le siguió el segundo sencillo, «Pointless», el 2 de diciembre de 2022, que alcanzó el número uno en la lista de sencillos del Reino Unido el mes siguiente.
El tráiler del documental de Netflix de Capaldi Lewis Capaldi: How I'm Feeling Now fue lanzado el 16 de marzo de 2023, seguido por el sencillo promocional «How I'm Feeling Now» un día después. El documental se estrenó el 5 de abril. El tercer sencillo, «Wish You the Best», se lanzó el 13 de abril de 2023 y debutó en el número uno en el Reino Unido la semana siguiente.
En agosto de 2024, la canción del álbum «Love The Hell Out Of You» resurgió en popularidad más de un año después de su lanzamiento original tras aparecer en la película It Ends With Us. Como resultado, la canción fue retitulada «Love The Hell Out Of You (From The Motion Picture It Ends With Us)» en plataformas digitales y de streaming, y un EP con la versión original de la canción, junto con versiones acústicas de piano y guitarra, así como una versión con cuerdas, se lanzó el mismo día que la película.

## Recepción de la crítica
Broken by Desire to Be Heavenly Sent recibió una puntuación de 61 sobre 100 basada en las reseñas de ocho críticos en el agregador de reseñas Metacritic, lo que indica una recepción «generalmente favorable». Alexis Petridis de The Guardian consideró que Capaldi tiene «una voz poderosa» y que es «mejor en la miseria que en la felicidad desbordante», aunque señaló que «hay momentos en que las intros de piano al estilo de "Hey Jude" y los coros heridos y rugientes se fusionan en una larga balada desgarradora —y ocasionalmente destacan sus limitaciones».
Kate Brayden de Hot Press escribió que el álbum «se adhiere en gran medida a un terreno familiar, pero enfatiza la impresionante destreza vocal del talento en numerosas pistas», particularmente en «Any Kind of Life» y «How This Ends». Brayden también sintió que el «enorme peso de las expectativas» afecta la música, ya que los «resultados» de las sesiones de escritura de Capaldi con compositores de Londres y Los Ángeles «son mixtos, con un montón de baladas de piano crudas que hacen referencia al pecado original, ángeles, infierno, cielo, amor eterno y demás».
Caitlin Chatterton, al reseñar el álbum para The Line of Best Fit, lo describió como «un regreso triunfal de Capaldi», llamando a «Heavenly Kind of State of Mind» una de sus mejores pistas, ya que «anima a los oyentes a dejar los pañuelos y levantarse a bailar», y a «Love the Hell Out of You» y «Any Kind of Life» como «tenderas baladas de piano que disfrutan y luego sufren por el 'durante' y el 'después' de enamorarse».
Robin Murray de Clash escribió que en el álbum, Capaldi «juega a lo seguro, reafirmando la fórmula que hizo que su debut fuera tan querido por los fans, mientras hace solo cambios sutiles», y que con una «falta de audacia» definitivamente «satisface con trucos que agradan a los fanáticos». Murray concluyó que se siente «ligeramente demasiado cercano a su debut como para considerarse un capítulo realmente nuevo».
Al reseñar el álbum para NME, Thomas Smith opinó que el álbum «muestra ocasionalmente un crecimiento constante», como en el ritmo de «Forget Me», el «toque» de americana en «Heavenly Kind of State of Mind», el solo de guitarra «inspirado en baladas de poder de los años 1980» en «Leave Me Slowly», así como la ironía y las letras «candidas» de Capaldi en «How I'm Feeling Now», pero que «este potencial permanece en gran medida sin explotar». David Smyth del Evening Standard señaló que «aunque estas canciones no aportan nada nuevo —las notas de piano de ida y vuelta de "Wish You the Best", "Haven't You Ever Been in Love Before" y "Any Kind of Life" evocan fuertemente su gran éxito "Someone You Loved"— cualquier cinismo es indetectable».
Kate Solomon de i encontró la música «inofensiva y poco destacable», pero que el «verdadero talento» de Capaldi son sus letras relacionadas, y que encontró este álbum conmovedor, «cuando no intentaba demasiado ser dulce». Annabel Nugent de The Independent juzgó que «estas lamentaciones cantadas de manera magnífica se convierten en una especie de sopa de baladas», y que el álbum carece del «encanto personal» y la «variedad» de Capaldi. Nugent sintió que el «mejor momento» del álbum es la pista de cierre, «How I'm Feeling Now», en la que Capaldi «suena más como él mismo, en lugar de como un cantante que se esfuerza por alcanzar algo».
Al reseñar el álbum para Pitchfork, Laura Snapes escribió que el álbum en su conjunto es «inolvidable», ya que se siente «como ver una obra de teatro en la que cada escena se actúa como si fuera el clímax emocional», explicando que «casi cada canción comienza suavemente, con la voz de Capaldi en su atractivo modo conversacional—un poco infantil e incierta, como si estuviera tratando de alcanzar a alguien—antes de que un coro irrumpa como una bola de demolición». También sintió que el «piano incesantemente húmedo y antiséptico resulta ser un contrapunto totalmente incorrecto para una voz siempre al borde de desmoronarse».
Neil McCormick de The Telegraph describió el álbum como «absolutamente lleno hasta los topes de otra ronda de grandes baladas lloronas sobre lo miserable que es la vida amorosa de Capaldi», y afirmó que «no puede evitar gustarle Capaldi, incluso mientras se pregunta si realmente alguien necesita escuchar doce melodramáticas baladas en fila». Nick Reilly de Rolling Stone UK escribió que, «al apoyarse demasiado en el lado de baladas para ofrecer un éxito seguro, Capaldi corre el riesgo de descuidar los sutiles momentos de experimentación que sugieren un futuro mucho más emocionante», y que «un futuro musical más variado e interesante podría seguir siendo suyo. Solo desearías que se atreva a intentar ese camino». Ben Devlin de musicOMH llamó al álbum «sonicamente y temáticamente repetitivo» y escribió que la falta de sentido del humor de Capaldi en su música es «un fracaso de imaginación, y los puntos más débiles del álbum son lamentablemente testigos de ese enfoque poco imaginativo».

## Posicionamiento en listas

### Rendimiento semanal
| Listas (2023)                       | Mejor posición |
| ----------------------------------- | -------------- |
| Australia (ARIA)                    | 1              |
| Austria (Ö3 Austria)                | 7              |
| Bélgica (Ultratop flamenca)         | 2              |
| Bélgica (Ultratop valona)           | 6              |
| Canadá (Billboard Canadian Albums)  | 2              |
| Dinamarca (Hitlisten)               | 10             |
| Países Bajos (Album Top 100)        | 1              |
| Finlandia (Suomen Virallinen Lista) | 35             |
| Francia (SNEP)                      | 41             |
| Alemania (Offizielle Top 100)       | 4              |
| Irlanda (OCC)                       | 1              |
| Italia (FIMI)                       | 31             |
| Lituania (AGATA)                    | 88             |
| Nueva Zelanda (Recorded Music NZ)   | 1              |
| Noruega (VG-lista)                  | 2              |
| Portugal (AFP)                      | 14             |
| Escocia (Scottish Albums Chart)     | 1              |
| España (PROMUSICAE)                 | 30             |
| Suecia (Sverigetopplistan)          | 21             |
| Suiza (Schweizer Hitparade)         | 2              |
| Reino Unido (UK Albums Chart)       | 1              |
| Estados Unidos (Billboard 200)      | 14             |